# Les Saladelles
Les Saladelles és un indret del terme municipal d'Isona i Conca Dellà, a l'antic terme d'Orcau, al Pallars Jussà.
El lloc és al sud del poble d'Orcau, a llevant de la carretera LV-5112, al nord-oest i a prop de Figuerola d'Orcau, però en territori d'Orcau. És a la dreta del riu d'Abella i al nord de los Segalassos.